# Agrupación Deportiva Son Sardina
La Agrupación Deportiva Son Sardina (en catalán Agrupació Esportiva Son Sardina) es un club de fútbol de Palma de Mallorca (Baleares) España. Fue fundado en 1972 en la barriada de Son Sardina, núcleo periférico de la ciudad. Actualmente milita en la Primera Regional de Mallorca. 
En las últimas campañas ha adquirido especial relevancia su equipo femenino, el cual compite en la Segunda división del fútbol español.

## Historia
El club fue fundado en 1972, pero no compitió con un equipo sénior hasta la temporada 1978-79 en la categoría más baja del fútbol mallorquín, la Tercera Regional. Después de lograr el ascenso a Segunda Regional permaneció cinco temporadas en esta categoría, entre 1979 y 1984. 
Entonces el club inició una racha imparable que llevó al club a encadenar hasta tres ascensos consecutivos entre 1984 y 1986, alcanzando la Tercera División en la temporada 1986-87. Pero a partir de entonces su declive fue igualmente pronunciado, perdiendo la categoría esa misma temporada. Después de acumular dos descensos más entre 1988 y 1990, dejó de competir al finalizar la temporada 1989-90.
El club estuvo ausente de la competición sénior durante nueve temporadas. Volvió en la temporada 1999-2000 desde Tercera Regional, en esta ocasión sin obtener grandes resultados. Ahí permaneció durante 13 temporadas hasta conseguir el ascenso a Segunda Regional en la temporada 2012-13 y a Primera Regional en la 2014-15.

### Clasificaciones en Liga
| - 1972-73: NP - 1973-74: NP - 1974-75: NP - 1975-76: NP - 1976-77: NP - 1977-78: NP - 1978-79: 3.ª Regional (3.º) - 1979-80: 2.ª Regional (11.º) - 1980-81: 2.ª Regional (17.º) - 1981-82: 2.ª Regional (9.º) - 1982-83: 2.ª Regional (5.º) - 1983-84: 2.ª Regional (1.º) - 1984-85: 1.ª Regional (2.º) | - 1985-86: Reg. Preferente (1.º) - 1986-87: 3ª División (17º) - 1987-88: Reg. Preferente (14.º) - 1988-89: Reg. Preferente (20.º) - 1989-90: 1.ª Regional (18.º) - 1990-91: NP - 1991-92: NP - 1992-93: NP - 1993-94: NP - 1994-95: NP - 1995-96: NP - 1996-97: NP - 1997-98: NP | - 1998-99: NP - 1999-2000: 3.ª Regional, Gr. B (5.º) - 2000-01: 3.ª Regional (10.º) - 2001-02: 3.ª Regional (9.º) - 2002-03: 3.ª Regional (12.º) - 2003-04: 3.ª Regional, Gr. A (8.º) - 2004-05: 3.ª Regional, Gr. B (14.º) - 2005-06: 3.ª Regional, Gr. B (10.º) - 2006-07: 3.ª Regional, Gr. A (6.º) - 2007-08: 3.ª Regional, Gr. B (5.º) - 2008-09: 3.ª Regional, Gr. B (7.º) - 2009-10: 3.ª Regional, Gr. A (6.º) - 2010-11: 3.ª Regional, Gr. B (16.º) | - 2011-12: 3.ª Regional, Gr. A (10.º) - 2012-13: 3.ª Regional (2.º) - 2013-14: 2.ª Regional (4.º) - 2014-15: 2.ª Regional (2.º) - 2015-16: 1.ª Regional (3.º) - 2016-17: 1.ª Regional (16.º) - 2017-18: 1.ª Regional (1.º) - 2018-19: Regional Preferente (20.º) - 2019-20: 1.ª Regional (2.º) - 2020-21ː 1.ª Regional (3.º) - 2021-22ː Reg. Preferente (19.º) - 2022-23ː Reg. Preferente (15.º) - 2023-24ː 1.ª Regional |

 - Ascenso 

 - Descenso 

NP: no compitió oficialmente

## Uniforme
- Uniforme titular: Camiseta amarilla, pantalón negro, medias negras.
- Uniforme alternativo: Camiseta blanca, pantalón negro, medias negras.

## Estadio
El equipo juega sus partidos en el campo municipal de Son Sardina de Palma. El terreno de juego es de césped artificial.

## Datos del club
- Temporadas en Tercera División (1): 1986-87
- Temporadas en Regional Preferente (6): 1985-86, 1987-88, 1988-89, 2018-19, 2021-22, 2022-23
- Temporadas en Primera Regional (8): 1984-85, 1989-90, 2015-16, 2016-17, 2017-18, 2019-20, 2020-21, 2023-24
- Temporadas en Segunda Regional (7): 1979-80 a 1983-84, 2013-14, 2014-15
- Temporadas en Tercera Regional (15): 1978-79, 1999-2000 a 2012-13

## Jugadores y cuerpo técnico

### Plantilla 2014-15
La plantilla y el cuerpo técnico de la temporada 2014-15 son los siguientes:

## Palmarés
- Campeonato en categorías regionales (2): 1983-84, 1985-86
- Subcampeonato en categorías regionales (3): 1984-85, 2012-13, 2014-15

## Femenino
La sección de fútbol femenino nació en 2006. El primer equipo milita en Segunda División, Grupo 3, después de haber conseguido el ascenso en la temporada 2013-14. Desde esa misma temporada tiene un segundo equipo.